# 超流体

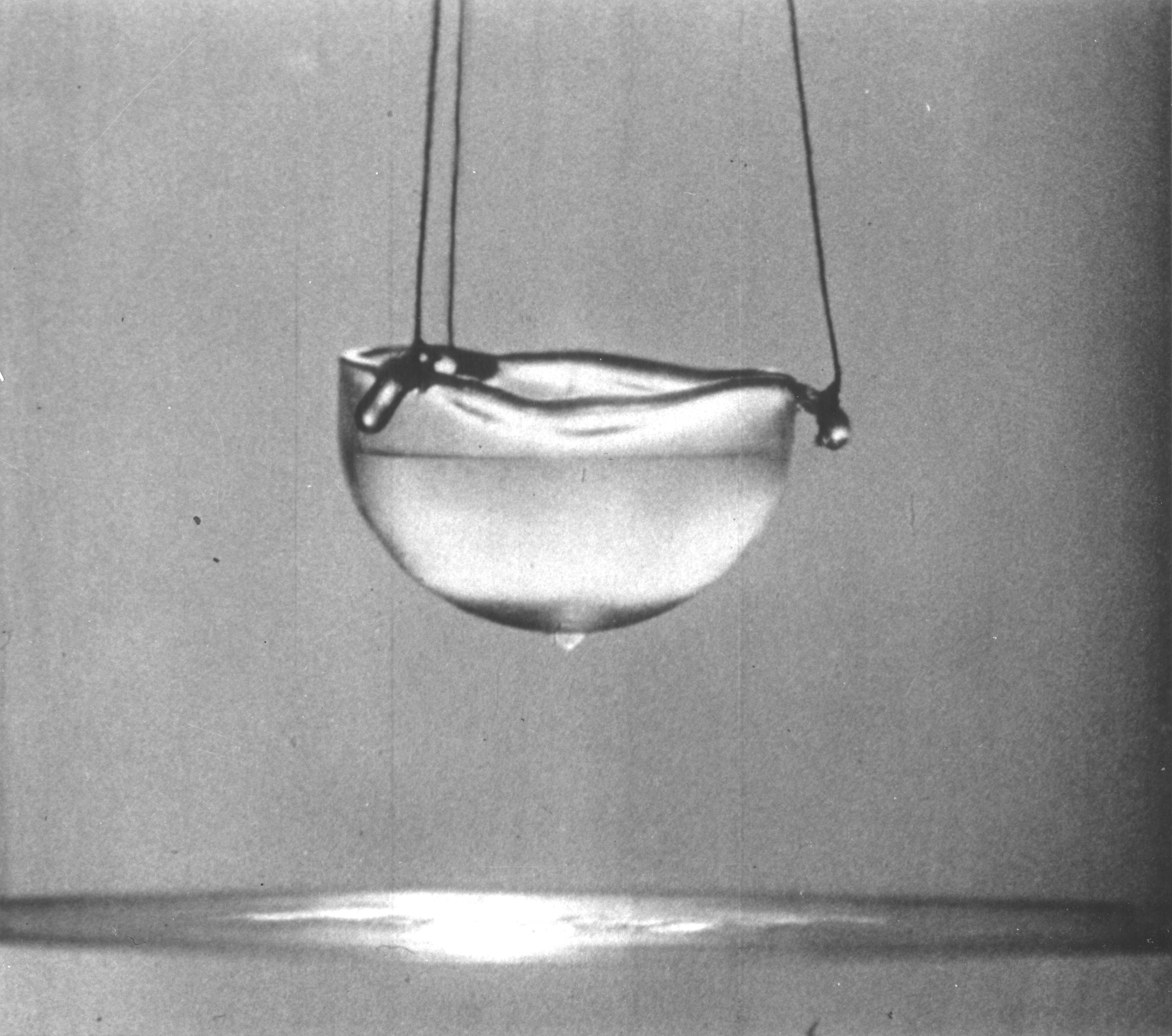
處於超流相的液氦，會在杯身內面向上緩慢攀爬，攀越過杯口，然後在杯身外面向下緩慢滑落，集結在一起，形成一滴液氦珠，最後滴落在下面的液氦裏。這樣，液氦會一滴一滴的滴落，直到杯子完全流空為止。

超流體是一種物質狀態，特點是完全缺乏黏性。如果將超流體放置於環狀的容器中，由於沒有摩擦力，它可以永無止盡地流動。它能以零阻力通过微管，甚至能从碗中向上“滴”出而逃逸。超流體是被彼得·卡皮查、約翰·艾倫和冬·麥色納在1937年發現的。有關超流體的研究被稱為量子流體力學。氦-4的超流體現象理論是列夫·朗道創造的，而尼古拉·博戈柳博夫是第一個建議使用微扰理论者。

## 原理
当量子液體温度低於某臨界轉變溫度會变为超流体。比如氦最豐富的同位素，氦-4，在低於2.17 K（−270.98°C）時便會變成超流體。氦-4形成超流態的相變稱為Lambda相變（Lambda transition），因它的比熱容對溫度曲線形狀如同希臘字母「λ」一樣。凝聚体物理學中一些相近的相變亦因而叫作Lambda相變。氦較貧乏的另一種同位素，氦-3，在更低的2.6 mK成為超流體。這個溫度只是比絕對零度高幾個毫開爾文。
雖然這兩個系統的超流體表徵很相似，但其本質卻相差甚远。氦-4是玻色子，其超流性質可以用玻色-愛因斯坦統計解釋。可是，氦-3是費米子，其超流性必須用到描述超導體的BCS理論之推廣才可了解。其中，原子代替了電子形成庫柏對（Cooper pair），而它們的吸引作用力調控機制由自旋波動（Spin fluctuation）代替了聲子。詳情請參看費米凝聚。超流體和超導體的統一理論可以以規範對稱破缺（Gauge symmetry breaking）表達。
超流體，如超冷凍的氦-4，有很多稀奇的性質。它就像一般液體加上超流體的特有的性質，如全無粘性、零熵度，和無限大的熱傳導率。（故此在超流體中出現溫差是不可能的，就如超導體內沒有電勢差一樣。）其中最令人嘆為觀止的是「熱機效應」（Thermomechanical effect），或稱「噴泉效應」（Fountain effect）。如一纖細管放在一池超流氦之中，而纖細管被加熱（如對它照光），氦便會爬上管頂。這是克劳修斯-克拉佩龙方程的結果。另一樣奇特現象是超流氦可以在任何被它放置的容器表面上形成一层單原子厚度的液体薄膜。
一個比零粘性更為基本的性質是超流體在旋轉的容器中會有量子化的渦度，而不會隨容器均勻轉動。

## 應用
超流體其中一個重要的應用是稀釋致冷機（Dilution refrigerator）。
近期超流氦-4已成功用作化學領域光譜分析技術的量子溶劑。在超流氦滴光譜分析（SHeDS）中，單個分子溶於超流介質之中，使之有有效的旋轉自由度，如同在氣態之中。這引起了對氣體分子研究学者的極大興趣。
超流體亦用於高精度儀器，如陀螺儀。它可以量度一些理論預測的引力效應。詳情可參看-引力探测器B。

## 學術應用
超流體真空理論（Superfluid vacuum theory或略作SVT）是一套理論物理和量子力學的理論，自然真空被視作超流體。這套理論的終極目標是建立用以統合量子力學（描述已知的四種基本相互作用的其中三種）与引力的科學模型。這使SVT成爲量子引力的一種候選理論以及標準模型的一種擴展。人們希望這套理論的發展可以將所有基本相互作用統一到單個自洽的模型中，並且將所有已知的相互作用和基本粒子表述爲同一種存在即超流體的不同表像。
也有科學家提議把超流態和超導態運用在描述中子星的內部結構。

## 近期的發現
麻省理工學院的物理學家最近在劍橋發現一種新物質態：超流氣體。這種物質是50 nK的鋰-6。
此外，於2004年賓州州立大學的物理學家亦發現了超固體。當氦-4在高壓冷凍到2 K以下，超流體便相變成超固體。它亦可以零粘度流動。
雙原子分子氫（H2）亦有超固態。

## 相關書籍
- 《超流体》/（美）沈星揚著（1982）. - 北京：科学出版社
- Mendelssohn, Kurt Alfred Georg (1966). The Quest for Absolute Zero: The Meaning of Low Temperature Physics. New York: World University Library. McGraw-Hill.
- Hagen Kleinert, Gauge Fields in Condensed Matter, Vol. I, "SUPERFLOW AND VORTEX LINES", pp. 1–742, World Scientific（Singapore, 1989）; Paperback ISBN 9971-5-0210-0 （also available online here （页面存档备份，存于））

## 另見
- 超固体
- 玻色-愛因斯坦凝聚
- 超抗磁性
- 慢光

## 外部連結
- Superfluid phases of helium （页面存档备份，存于）
- https://web.archive.org/web/20060313075351/http://www.aip.org/png/html/helium3.htm
- https://web.archive.org/web/20060408121158/http://www.aip.org/pt/vol-54/iss-2/p31.html
- http://web.mit.edu/newsoffice/2005/matter.html （页面存档备份，存于）
- http://physicsweb.org/articles/world/11/6/3/1 （页面存档备份，存于）
- Superfluidity makes headlines once again （页面存档备份，存于）（includes image）
- 超流體的發現 （页面存档备份，存于）